# 응티엔
응티엔(베트남어: Ứng Thiên / 應天 응천 / 994년 1월 ~ 1008년 1월)은 베트남 전 레 왕조(前黎朝) 초대 황제 대행제(大行帝) 레호안(黎桓)의 세번째 연호이다. 뒤를 이은 중종(中宗)과 와조제(臥朝帝) 재위 초기까지 사용하였다.

## 개원
- 흥통(興統) 6년(994년) 1월에 연호를 응티엔(應天)으로 개원함.[1]

- 응티엔(應天) 15년(1008년) 1월에 연호를 까인투이(景瑞)로 개원함.[1][2]

## 연대 대조표
| 응티엔     | 원년       | 2년        | 3년        | 4년        | 5년        | 6년        | 7년        | 8년        | 9년        | 10년       |
| 서기(西紀) | 994년      | 995년      | 996년      | 997년      | 998년      | 999년      | 1000년     | 1001년     | 1002년     | 1003년     |
| 간지(干支) | 갑오(甲午) | 을미(乙未) | 병신(丙申) | 정유(丁酉) | 무술(戊戌) | 기해(己亥) | 경자(庚子) | 신축(辛丑) | 임인(壬寅) | 계묘(癸卯) |
| 응티엔     | 11년       | 12년       | 13년       | 14년       | 15년       |            |            |            |            |            |
| 서기(西紀) | 1004년     | 1005년     | 1006년     | 1007년     | 1008년     |            |            |            |            |            |
| 간지(干支) | 갑진(甲辰) | 을사(乙巳) | 병오(丙午) | 정미(丁未) | 무신(戊申) |            |            |            |            |            |

## 동시대 연호

### 중국
북송(北宋)
- 순화(淳化) (990년 ~ 994년)
- 지도(至道) (995년 ~ 997년)
- 함평(咸平) (998년 ~ 1003년)
- 경덕(景德) (1004년 ~ 1008년)

요(遼)
- 통화(統和) (983년 ~ 1012년)

대리국(大理國)
- 명통(明統) (992년 ~ 996년)
- 명치(明治) (997년 ~ 1005년)
- 명응(明應) (1006년 ~ 1009년)

호탄 왕국(于闐國)
- 천흥(天興) (986년 ~ 999년)

### 일본
- 쇼랴쿠(正暦) (990년 ~ 995년)
- 조토쿠(長徳) (995년 ~ 999년)
- 조호(長保) (999년 ~ 1004년)
- 간코(寛弘) (1004년 ~ 1012년)